# Königreich Litauen (13. Jahrhundert)

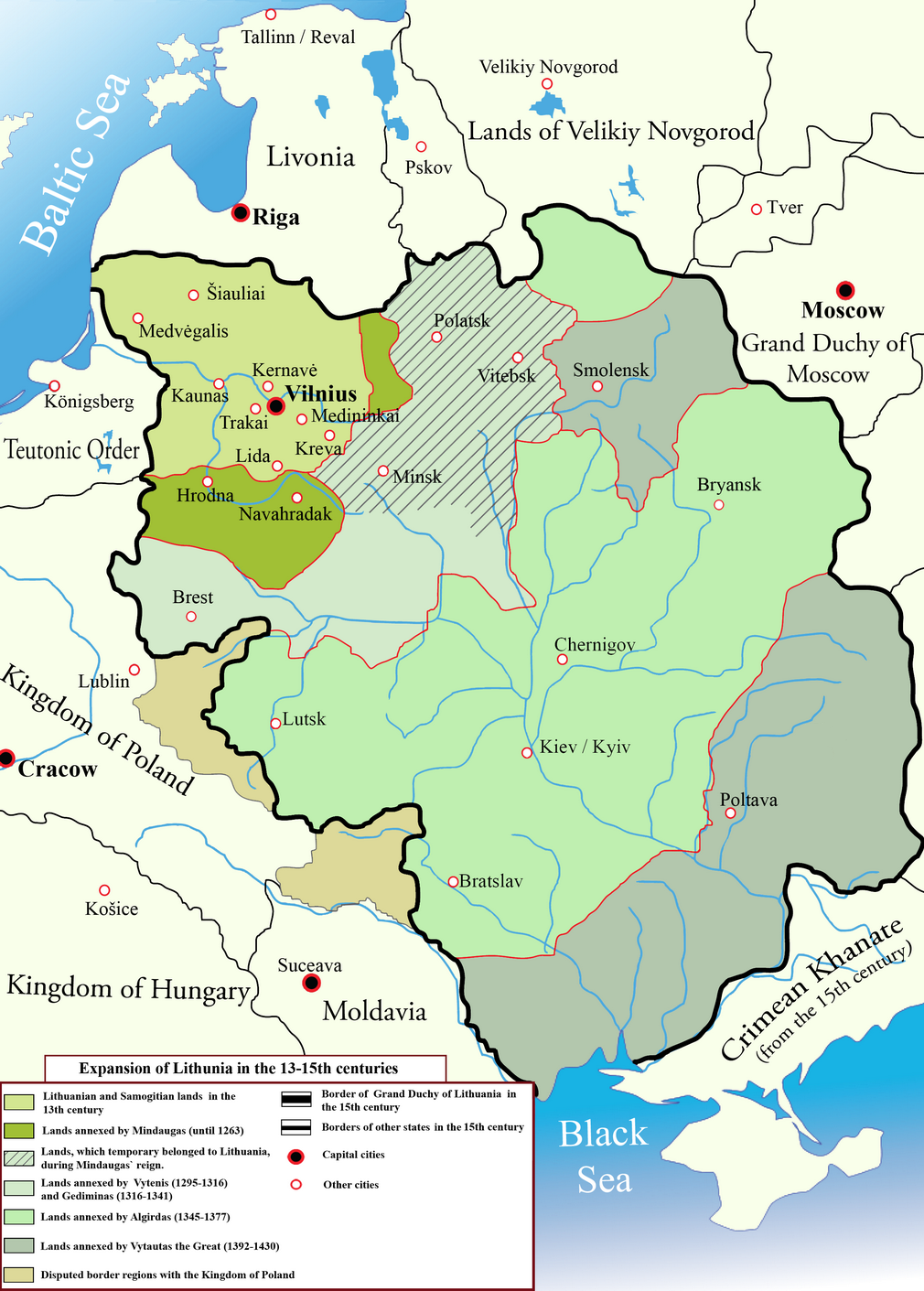
Territoriale Entwicklung Litauens im 13.–15. Jahrhundert

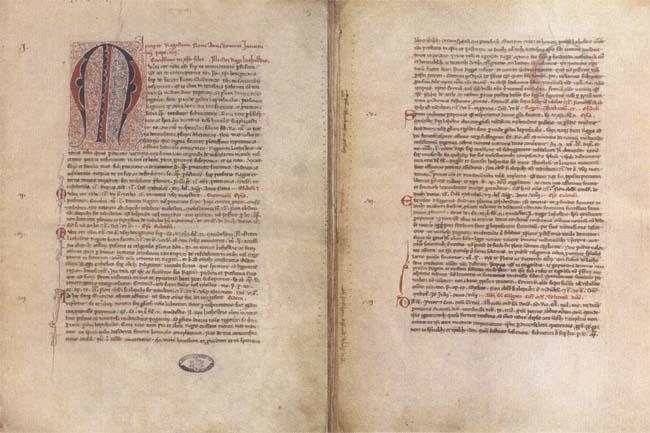
Die päpstliche Bulle über die Unterstellung Litauens unter die Gerichtsbarkeit des Bischofs von Rom

Das Königreich Litauen (litauisch: Lietuvos Karalystė) war eine litauische Monarchie, die ungefähr von 1251 bis 1263 bestand. König Mindaugas war der erste und einzige litauische Monarch, der mit Zustimmung des Papstes zum König von Litauen gekrönt wurde. Die Bildung des Königreichs Litauen war ein teilweise erfolgreicher Versuch, alle umliegenden baltischen Stämme, einschließlich der Prußen, in einem einzigen Staat zu vereinen.
Im frühen 13. Jahrhundert wurde Litauen von verschiedenen heidnischen baltischen Stämmen bewohnt, die begannen, sich in einem Staat zu organisieren – dem Großfürstentum Litauen. In den 1230er Jahren trat Mindaugas als Führer des Großfürstentums auf. 1249 brach ein interner Krieg zwischen Mindaugas und seinen Neffen Tautvilas und Edivydas aus. Während jede Seite nach ausländischen Verbündeten suchte, gelang es Mindaugas, den Livländischen Orden davon zu überzeugen, nicht nur militärische Hilfe zu leisten, sondern ihm auch die königliche Krone Litauens zu sichern, als Gegenleistung für seine Konversion zum Katholizismus und einige Ländereien in Westlitauen. Der Status eines Königreichs wurde am 17. Juli 1251 verliehen, als der Bischof von Kulm von Papst Innozenz IV. befohlen wurde, Mindaugas zu krönen. Zwei Jahre später wurden Mindaugas und seine Frau Morta zum König und zur Königin von Litauen gekrönt.
Die Krönung und das Bündnis mit dem Livländischen Orden ermöglichten eine Zeit des Friedens zwischen Litauen und Livland. Während dieser Zeit expandierten die Litauer nach Osten, während Livland versuchte, Samogitien zu erobern. Von seinem Neffen Treniota angelockt, brach Mindaugas den Frieden, nachdem der Orden 1259 in der Schlacht von Skuodas und 1260 in der Schlacht an der Durbe besiegt worden war. Die litauischen Streitkräfte waren jedoch nicht in der Lage, die verheerende mongolische Invasion Litauens in den Jahren 1258–1259 zu verhindern. Treniotas Einfluss wuchs, als er einen Krieg gegen den Orden führte und seine Prioritäten begannen, von denen von Mindaugas abzuweichen. Der Konflikt führte 1263 zur Ermordung von Mindaugas und zwei seiner Söhne. Das Land kehrte zum Heidentum zurück und sein Status als Königreich ging verloren. Der Staat überlebte als Großfürstentum Litauen und die nachfolgenden Monarchen sind als Großfürsten bekannt, da sie nicht zu Königen gekrönt werden konnten, bis sie zum Christentum konvertierten (die Christianisierung Litauens erfolgte erst 1387).